# Sociedad de Autores y Compositores de México
La Sociedad de Autores y Compositores de México (SACM) es una Sociedad de Gestión Colectiva de Interés Público creada conforme a la legislación mexicana en 2007 —pero con antecedentes organizativos desde 1945 en que se fundó el Sindicato Mexicano de Autores, Compositores y Editores de Música (SMACEM)—  con el propósito de "fortalecer el vínculo con los usuarios de la música para crear una nueva cultura en el reconocimiento al derecho de autor, buscando en forma conjunta, con la sociedad y el gobierno de México, la debida protección de las obras intelectuales, como parte importante del acervo cultural de la nación y como elemento esencial de identidad cultural, reivindicando así el trabajo de los compositores como una profesión digna y honesta que pueda ser ejercida por cualquier mexicano, con la justa retribución que le permita vivir decorosamente del fruto de su inspiración". El presidente de la sociedad a partir del 29 de diciembre de 2020 es Martín Urieta Solano.

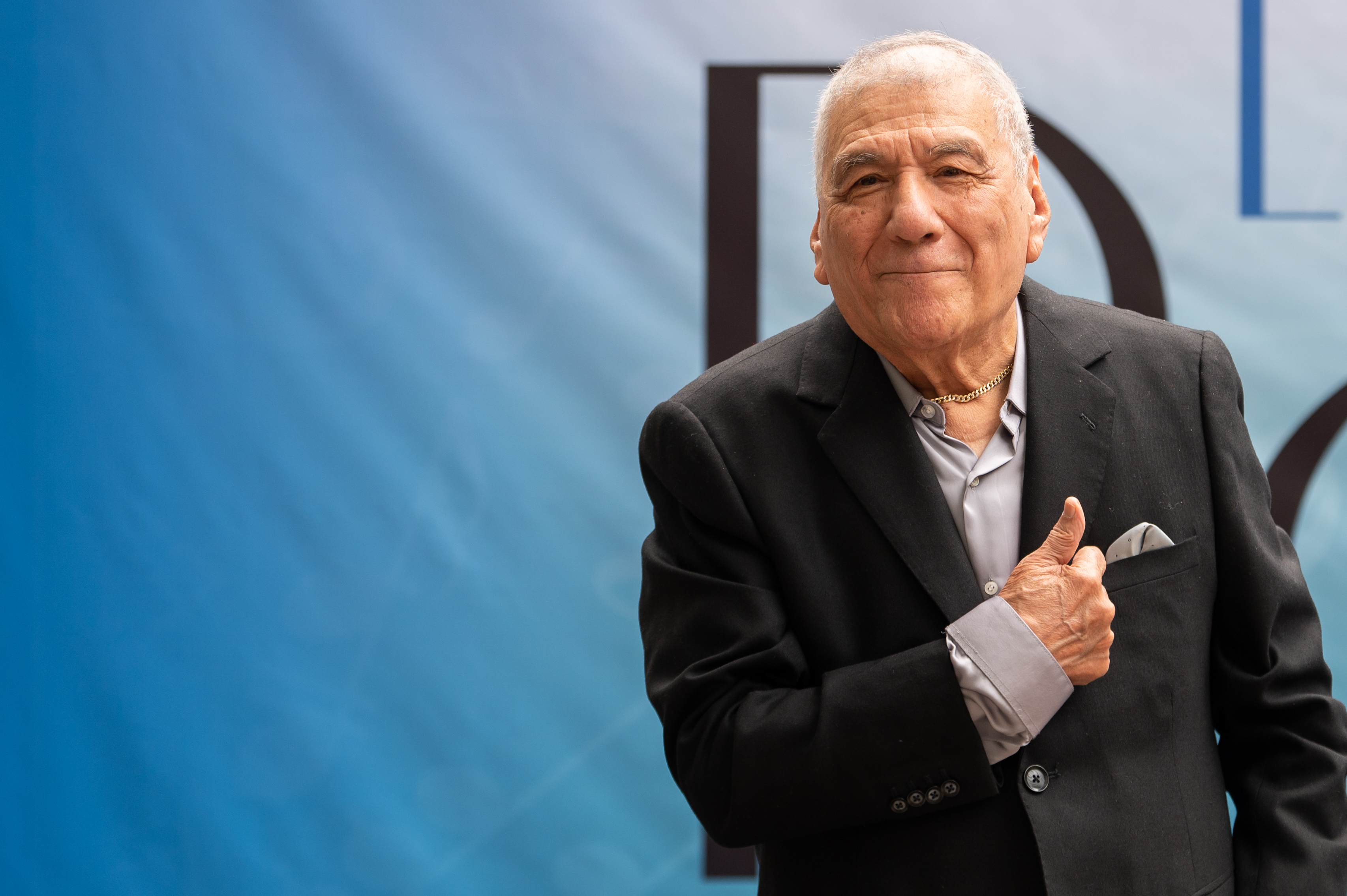
Martín Urieta, Presidente de la SACM.

## Antecedentes
En 1945, Alfonso Esparza Oteo, reconocido compositor hidrocálido, junto con un grupo de músicos y de gente del medio artístico, con el propósito de tramitar ante las autoridades correspondientes el reconocimiento de los derechos de autor y de hacer respetar los derechos autorales en México, fundaron una agrupación de autores y compositores. Este fue el primer antecedente de la SACM.
Más tarde, en agosto de 1949, se constituyó la Asociación Civil denominada Sociedad de Autores y Compositores de México, A.C., que tomó la totalidad de los derechos del sindicato original. En 1956, fue inaugurado un edificio que dio albergue a las oficinas de la sociedad, y en 1958, su tarea fue acrecentada, empezándose a cobrar los derechos de la música mexicana generados en el extranjero. En 1971, la SACM se reubicó en las instalaciones donde permanece hasta la fecha en el sur de la Ciudad de México. 
Entre 1983 y 1985, la sociedad modificó su razón social adaptándose a una Sociedad de Autores. Puso también en marcha un programa de interés social para sus miembros con la afiliación al Seguro Social y firmó convenios con muchas de las organizaciones de usuarios de música, abarcando los cobros de derechos de autor en casi todos los rubros existentes en México. 
En 1997, entró en vigor una nueva ley mexicana sobre los derechos de autor y, a partir de entonces, la SACM cambió su razón social a Sociedad de Autores y Compositores de México, Sociedad de Gestión Colectiva de Interés Público.

## Actividad cultural
La SACM desarrolla en la actualidad intensa actividad cultural en beneficio de sus socios y de la creación artístico-musical en México. Para ello cuenta con diversos instrumentos e infraestructura. Dispone de una documentada biblioteca especializada; también cuenta con una videoteca. Tiene además una sala de teatro y representaciones de moderna arquitectura,  llamada Centro Cultural Roberto Cantoral en honor al compositor tamaulipeco, ubicada en el barrio de Xoco, en el sur de la Ciudad de México.

## Socios fundadores
Entre los socios fundadores más destacados se encuentran: 
- Jorge A. Pérez Herrera
- Alfonso Esparza Oteo
- Ignacio Fernández Esperón (Tata Nacho)
- Mario Talavera
- Gabriel Ruiz Galindo
- Gonzalo Curiel
- Gilberto Parra Paz
- José Sabre Marroquín
- Consuelo Velázquez
- Alfredo Núñez de Borbón
- Felipe Bermejo
- Pedro Galindo Galarza
- Agustín Lara
- Manuel Esperón
- Luis Alcaraz
- Francisco Gabilondo Soler (Cri - Cri)
- Ricardo López Méndez (El Vate)
- Pepe Guízar
- Abel Domínguez
- Alberto Domínguez Borrás
- Armando Domínguez
- Hermanos Martínez Gil
- Ernesto Cortázar
- Raúl Lavista
- Quirino Mendoza
- Chucho Monge
- Severiano Briseño
- Federico Baena
- José Palacios Montalvo
- José Antonio Zorrilla Martínez (Monís)
- Ramón Márquez Carrillo
- Gabriel Luna de la Fuente